# Марчелгаш
Марчелгаш (хак. Марчалыг хас — «Солонцовый склон») — аал в Ширинском районе Хакасии.
Находится в 15 км от райцентра — пгт Шира и железнодорожной станции.
Основан в 1933 году. Число хозяйств — 93, население — 262 чел. (01.01.2004), в том числе хакасы (42 %), русские, немцы и др.
Имеется ферма сельскохозяйственного комплекса «Шира». Начальная школа.

## Население
| 2002 | 2010 |
| ---- | ---- |
| 268  | ↘234 |